# Brain-sur-Allonnes
Brain-sur-Allonnes è un comune francese di 2 060 abitanti situato nel dipartimento del Maine e Loira nella regione dei Paesi della Loira.

## Società

### Evoluzione demografica
Abitanti censiti